# Provida Mater Ecclesia
Provida Mater Ecclesia è una costituzione apostolica di papa Pio XII pubblicata il 2 febbraio del 1947. La costituzione riconobbe gli istituti secolari come una nuova forma di consacrazione ufficiale nella Chiesa cattolica.
Il documento riconosceva la consacrazione secolare, vale a dire che riconosceva che i laici potevano, pur rimanendo "nel mondo", vivere una vita consacrata, che fino a quel momento era stata ritenuta possibile solo come religiosa. Il carisma specifico degli istituti secolari unisce gli elementi di una vita consacrata vissuta secondo i consigli evangelici e il vivere come laico non in una comunità religiosa. Pio XII li descrisse come "società, ecclesiastiche o laiche, i cui membri fanno professione dei consigli evangelici, vivendo in una condizione secolare ai fini della perfezione cristiana e del pieno apostolato".
Pur non vivendo insieme sotto lo stesso tetto, i membri si riuniscono durante le riunioni. A differenza delle società apostoliche dedicate a un particolare lavoro, gli istituti secolari sono organizzazioni di laici cattolici affini o chierici che condividono una certa visione vissuta personalmente.
Insieme a Primo Feliciter e Cum Sanctissimus, la costituzione Provida Mater Ecclesia ha fornito la base affinché gli istituti secolari cattolici ricevano la propria legislazione.